# Ha Seung-ri
Ha Seung-ri (하승리?, 荷承里?, Ha Seung-riLR, Ha Sŭng-riMR; Seongnam, 9 gennaio 1995) è un'attrice sudcoreana.

## Filmografia

### Cinema
- Sun-aebo (순애보?), regia di Lee Jae-yong (2000)
- Mir-ae (밀애?), regia di Byun Young-joo (2002)
- Hwaseong-euro gan sana-i (화성으로 간 사나이?), regia di Kim Jung-kwon (2003)
- Yeokjeon-e sanda (역전에 산다?), regia di Park Yong-woon (2003)
- Yeolbeonjjae biga naerineun nal (열번째 비가 내리는 날?), regia di Min Doo-sik (2005)
- Angmareul bo-atda (악마를 보았다?), regia di Kim Ji-woon (2010)
- Sunny (써니?), regia di Kang Hyung-chul (2011)

### Televisione
- Cheongchun-ui deot (청춘의 덫?) – serie TV (1999)
- Pado (파도?) – serie TV (1999)
- Happy Together (해피투게더?) – serie TV (1999)
- Sarang-ui jeonseol (사랑의 전설?) – serie TV (2000)
- Doctor Doctor (닥터닥터?) – serie TV (2000)
- Sarang-e daehan ye-ui (사랑에 대한 예의?) – film TV (2000)
- Se chingu (세 친구?) – serie TV (2000)
- Jakkuman bogosimne (자꾸만 보고싶네?) – serie TV (2000)
- Ajumma (아줌마?) – serie TV (2000-2001)
- Gyeolhon-ui beopchik (결혼의 법칙?) – serie TV (2001)
- Ga-eur-e mannan namja (가을에 만난 남자?) – serie TV (2001)
- Santa oppa (산타 아빠?) – film TV (2001)
- Gyeo-ur-i galttaekkaji (겨울이 갈때까지?) – serie TV (2002)
- Yurigudu (유리구두?) – serie TV (2002)
- Eonjena dugeundugeun (언제나 두근두근?) – serie TV (2002)
- Jong-i bihaenggi (종이 비행기?) – serie TV (2003)
- Nonstop 3 (논스톱3?) – serie TV (2003)
- Namnyangteukjip je1tan eunji (납량특집 제1탄 은지?) – film TV (2003)
- Yeong-ung sidae (영웅시대》?) – serie TV (2004)
- Uri haem (우리 햄?) – film TV (2004)
- Nae sarang Toram-i (내 사랑 토람이?) – serie TV (2005)
- Gyeo-ur-a-i (겨울아이?) – serie TV (2005)
- Yeon Gaesomun (연개소문?) – serie TV (2006)
- Sopong (소풍?) – film TV (2006)
- Nappeun yeoja chakhan yeoja (나쁜 여자 착한 여자?) – serie TV (2007)
- Amnokgang-eun heureunda (압록강은 흐른다?) – serie TV (2008)
- Bap jwo (밥 줘?) – serie TV (2009)
- Jeppang-wang Kim Tak-gu (제빵왕 김탁구?) – serie TV (2010)
- Naneun jeonseor-ida (나는 전설이다?) – serie TV (2010)
- Jubu Kim Gwang-ja-ui je3hwaldong (주부 김광자의 제3활동?) – serie TV (2010)
- Butakhae-yo captain (부탁해요 캡틴?) – serie TV (2012)
- Neol gi-eokhae (널 기억해?) – serie TV (2012)
- Yuryeong (유령?) – serie TV (2012)
- Happy Ending (해피 엔딩?) – serie TV (2012)
- Bimir-ui mun (비밀의 문?) – serie TV (2014)
- Chakhaji anh-eun yeojadeul (착하지 않은 여자들?) – serie TV (2015)
- Ihon byeonhosaneun yeon-aejung (이혼 변호사는 연애중?) – serie TV (2015)
- Producer (프로듀사?) – serie TV (2015)
- Dubeonjjae seumulsal (두번째 스무살?) – serie TV (2015)
- Noryangjin-yeog-eneun gijaga seoji anneunda (노량진역에는 기차가 서지 않는다?) – film TV (2015)
- Deulsseokdeulsseok family (들썩들썩 패밀리?) – serie TV (2016)
- Yeoja-ui bimil (여자의 비밀?) – serie TV (2016)
- Kim gwajang (김과장?) – serie TV (2017)
- Hakgyo 2017 (학교 2017?) – serie TV (2017)
- Nae-ildo malg-eum (내일도 맑음?) – serie TV (2018)
- Geomsaeg-eoreul imnyeokhaseyo WWW (검색어를 입력하세요 WWW?) – serie TV (2019)
- The King: Eternal Monarch (더 킹 : 영원의 군주?, Deo king: yeong-won-ui gunjuLR) – serie TV (2020)